# ゲレンジーク
ゲレンジーク（ゲレンジク、ロシア語: Геленджи́к; Gelendzhik）はロシア連邦の南部、クラスノダール地方にあるリゾート都市。黒海の北東部のゲレンジーク湾奥にある。人口は8万284人（2021年）。

## 地理
ゲレンジーク周辺の北カフカス黒海沿岸はロシアのリゾート地帯で、海岸沿いには港湾都市やリゾート都市が数多くある。北西へ31キロメートルのところに軍港ノヴォロシースクが、北西へ71キロメートルのところにリゾート都市アナパが、南東へ93キロメートルのところにリゾート都市トゥアプセが位置する。また、内陸にあるクラスノダール地方の中心都市クラスノダールへは北東へ90キロメートルほど、クリムスクへは北へ43キロメートル。

## 歴史
ゲレンジーク湾には、古代ギリシア人の小さな前哨があった。紀元前4世紀から紀元前3世紀頃の航海記、『偽スキュラクスのペリプルス』（Periplus of Pseudo-Scylax）ではトリコス（Torikos）と呼ばれている。ヘレニズム期の記録ではこの地に関する言及はないが、紀元前64年の古代ローマの記録にはパグラエ（Pagrae）の名で再登場している。フン族の侵入によりこうした植民都市は滅ぼされ、さらに Zygii と呼ばれる遊牧民がとってかわった。中世にはジェノヴァ共和国の商人たちがゲレンジーク湾を交易地とし、湾沿いの村をマウロラカ（Maurolaca）と呼んだ。
ロシア帝国がアドリアノープル条約（1829年）で北カフカスの黒海沿岸を併合するまで、この地ではオスマン帝国と山岳民族との間で奴隷交易が活発に行われた。特にチェルケス人の若い女性は「チェルケスの美女」としてハレムなどで珍重されたため金などと交換されていた。こうした奴隷市場の町はゲレンジーク（Gelendzhik、白い花嫁）と呼ばれるようになった。1831年、ロシア帝国の新たな国境線を守る黒海沿岸要塞群のひとつがゲレンジークに築かれた。クリミア戦争ではオスマン帝国軍の攻撃で要塞は破壊され放置されたままになっていたが、北カフカスでチェルケス人とロシア帝国との対立が深まったことを背景に1864年にはコサックが再入植し、ゲレンジークスカヤというスタニツァ（コサック集落）となった。ゲレンジーク市の成立は1915年である。
ノヴォロシースクからスフミへ向かう黒海沿岸の舗装道路が開かれると、その沿道にあるゲレンジークでは観光地としての開発が始まった。1900年には最初のサナトリウムが完成した。
ソビエト連邦時代、ゲレンジークは保養所・スパとして開発された。1940年代初頭には年6万人の患者を受け容れていた。

## リゾートと産業
ゲレンジークの経済は観光に大きく依存しており、その他の産業としては食品・建材工業がいくつかある程度である。
現在、スパには砂浜、3箇所のウォーターパーク、2つのロープウェイ、二つの聖堂（1909年と1913年建立）がある。ゲレンジークの周辺には多くの滝、ドルメン、樹齢の非常に古い針葉樹の森などがあり、特に17キロメートル南東の海岸沿いにある高さ25メートルほどの帆船の帆のような岩（パールス岩、скала́ Па́рус、Sail Rock）は名勝として有名である。
ゲレンジークでは1996年から隔年で、水上機による航空ショー、Hydroaviasalon（ロシア語: Гидроавиасалон、Gidroaviasalon）が開催されている。トルコとロシアを結ぶ黒海横断天然ガスパイプライン、ブルーストリーム（Blue Stream）はゲレンジーク近郊の海辺の村、アルヒーポ＝オシポフカ（Arkhipo-Osipovka）にターミナルがある。
ゲレンジークには連邦高速道路M4とM27が通る。鉄道は通っておらず、最寄り駅はノヴォロシースク駅になる。最寄りの空港は市の西岸にあるゲレンジーク空港である。
2021年1月、郊外の岬にある巨大な邸宅がロシア大統領ウラジーミル・プーチンの豪邸（通称プーチン宮殿）だとする動画が公開されて話題となったが、本人は所有を否定している。

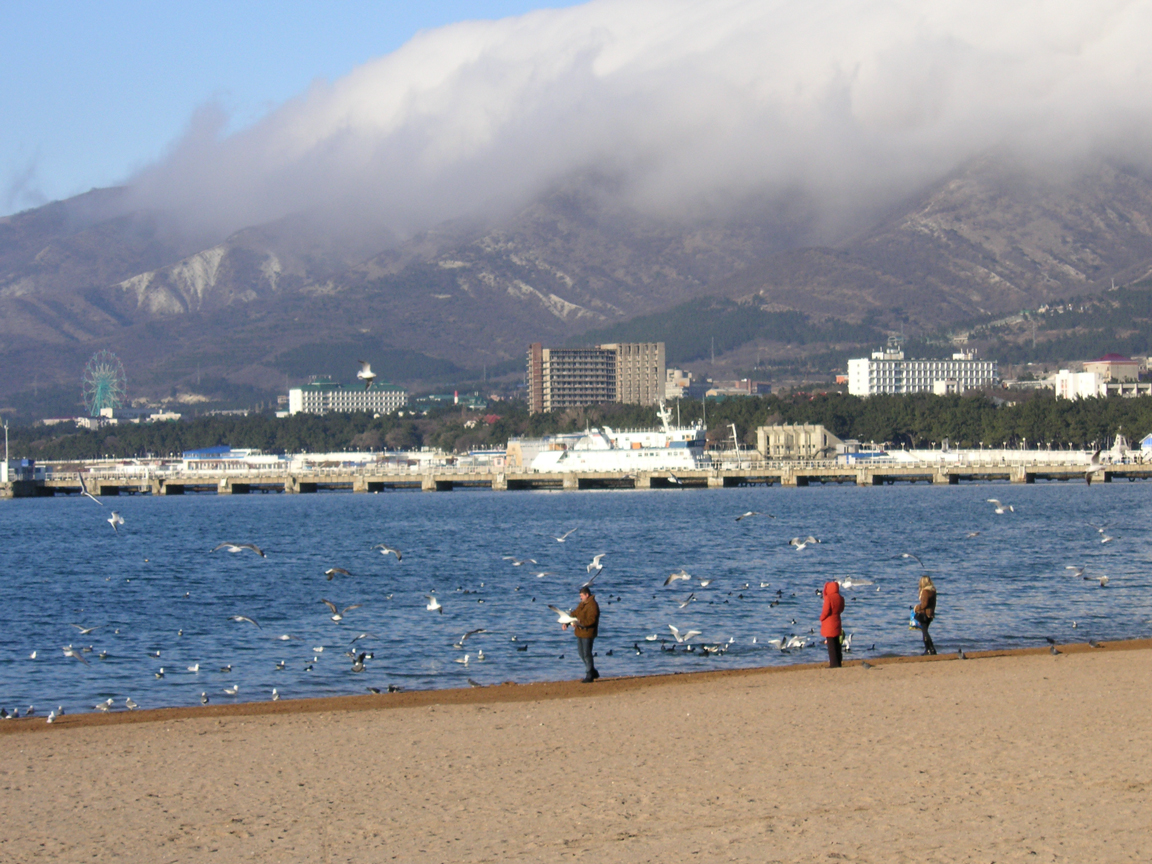
海鳥が集まる冬の浜辺
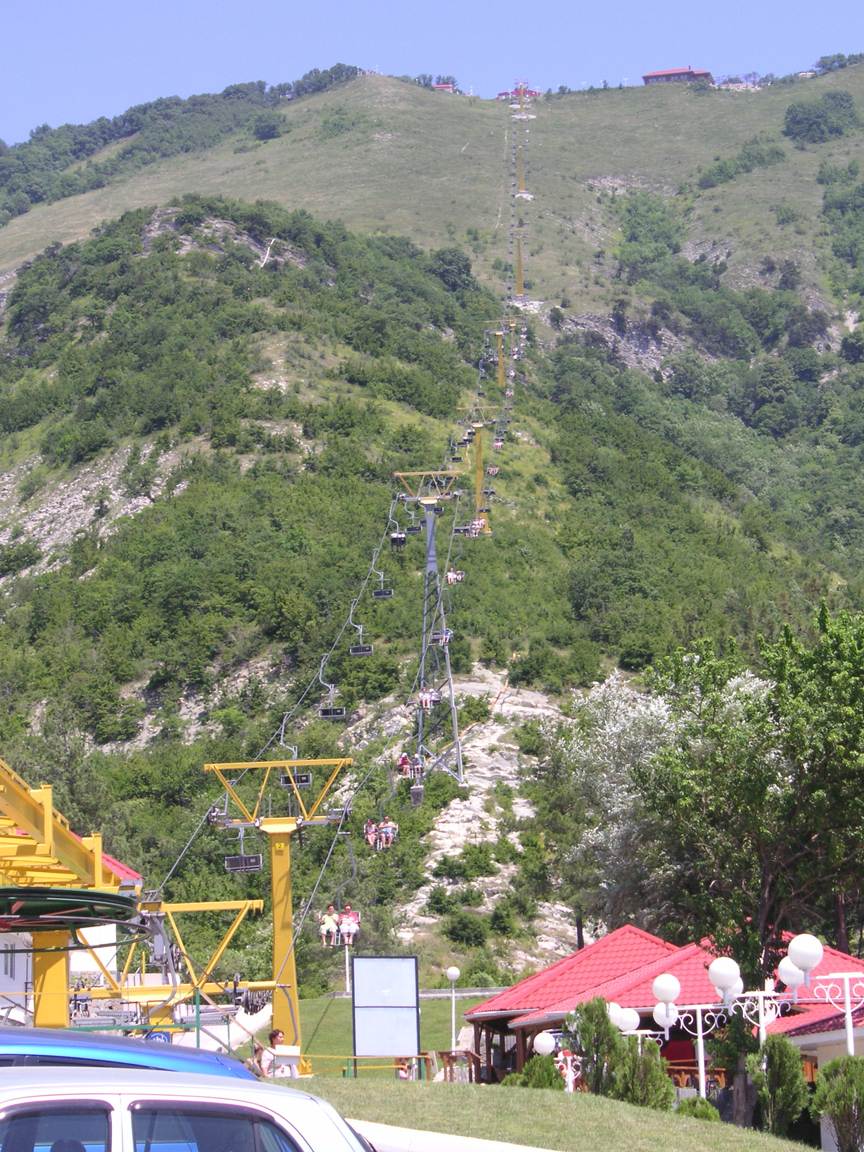
ゲレンジークのロープウェー
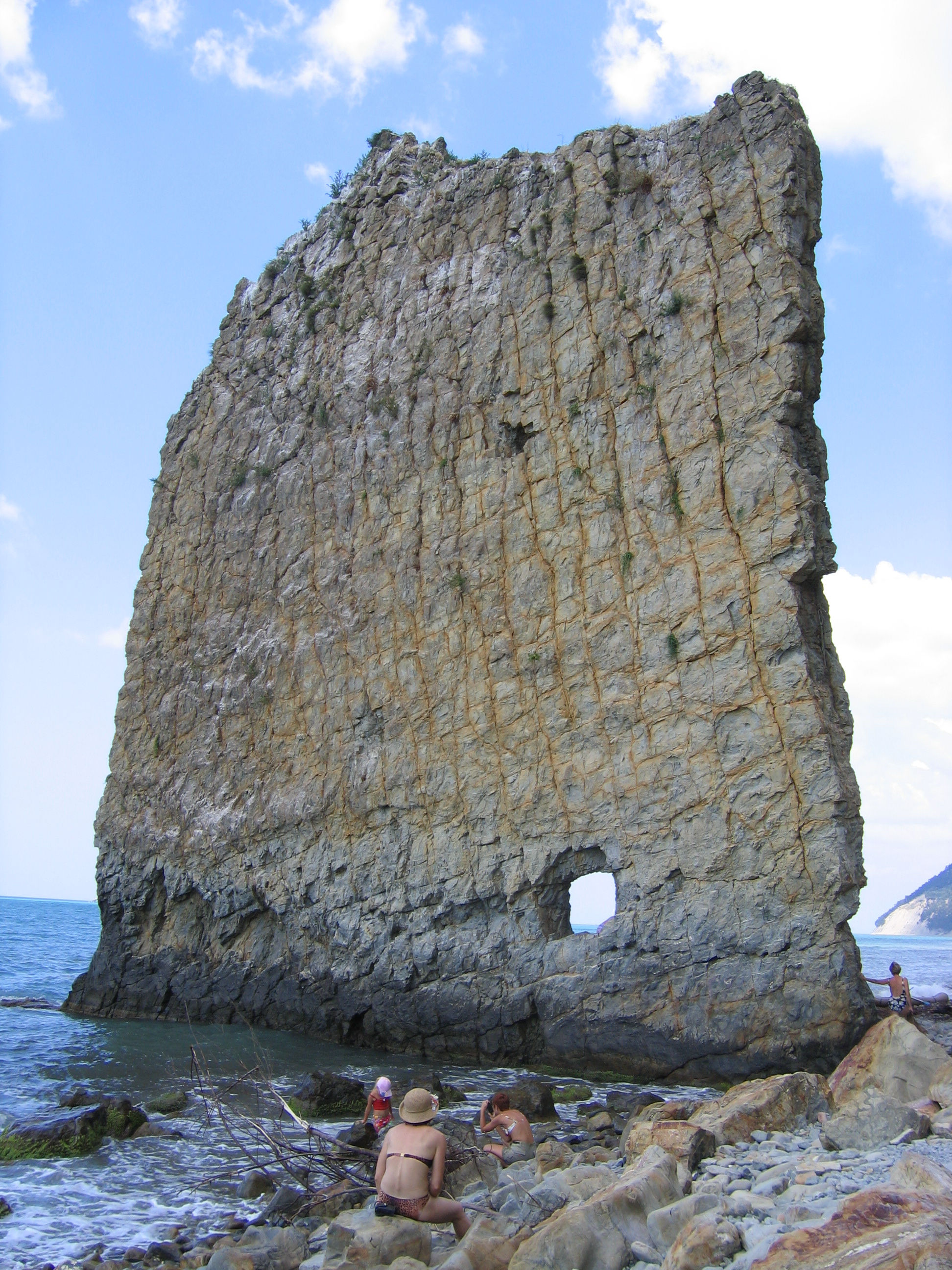
ゲレンジークの南にある大きな奇岩、「帆岩」

## 気候
ゲレンジークの気候はクリミア半島南部の諸都市やロシア南端の都市ソチなどと同じく非常に温暖である。夏は暑くて乾燥しており、秋は温暖で、冬も穏やかで雪はあまり降らない。年平均気温は13.5度。こうした気候のため、海水浴やスパなどへロシア各地から観光客が訪れる。
| ゲレンジークの気候     | ゲレンジークの気候 | ゲレンジークの気候 | ゲレンジークの気候 | ゲレンジークの気候 | ゲレンジークの気候 | ゲレンジークの気候 | ゲレンジークの気候 | ゲレンジークの気候 | ゲレンジークの気候 | ゲレンジークの気候 | ゲレンジークの気候 | ゲレンジークの気候 | ゲレンジークの気候 |
| 月                     | 1月                | 2月                | 3月                | 4月                | 5月                | 6月                | 7月                | 8月                | 9月                | 10月               | 11月               | 12月               | 年                 |
| ---------------------- | ------------------ | ------------------ | ------------------ | ------------------ | ------------------ | ------------------ | ------------------ | ------------------ | ------------------ | ------------------ | ------------------ | ------------------ | ------------------ |
| 最高気温記録 °C （°F） | 19.0 (66.2)        | 21.0 (69.8)        | 26.4 (79.5)        | 28.0 (82.4)        | 32.0 (89.6)        | 36.0 (96.8)        | 39.0 (102.2)       | 36.0 (96.8)        | 34.0 (93.2)        | 20.0 (68)          | 22.0 (71.6)        | 21.0 (69.8)        | 39.0 (102.2)       |
| 平均最高気温 °C （°F） | 6.9 (44.4)         | 7.7 (45.9)         | 10.4 (50.7)        | 14.6 (58.3)        | 18.5 (65.3)        | 23.1 (73.6)        | 26.6 (79.9)        | 26.9 (80.4)        | 22.9 (73.2)        | 17.9 (64.2)        | 12.5 (54.5)        | 9.2 (48.6)         | 16.4 (61.5)        |
| 平均最低気温 °C （°F） | 1.3 (34.3)         | 1.7 (35.1)         | 4.3 (39.7)         | 8.4 (47.1)         | 12.4 (54.3)        | 16.8 (62.2)        | 19.9 (67.8)        | 19.7 (67.5)        | 15.4 (59.7)        | 10.7 (51.3)        | 6.3 (43.3)         | 3.5 (38.3)         | 10.0 (50)          |
| 最低気温記録 °C （°F） | −22 (−8)           | −15.4 (4.3)        | −8 (18)            | −7 (19)            | 0.3 (32.5)         | 5.6 (42.1)         | 9.5 (49.1)         | 9.6 (49.3)         | 1.0 (33.8)         | −14 (7)            | −11.2 (11.8)       | −8.5 (16.7)        | −22 (−8)           |
| 降水量 mm （inch）     | 40.4 (1.591)       | 31.8 (1.252)       | 32.3 (1.272)       | 30.7 (1.209)       | 31.6 (1.244)       | 47.2 (1.858)       | 31.8 (1.252)       | 22.1 (0.87)        | 31.4 (1.236)       | 38.7 (1.524)       | 45.6 (1.795)       | 60.1 (2.366)       | 443.7 (17.469)     |
| 出典：climatebase.ru   |                    |                    |                    |                    |                    |                    |                    |                    |                    |                    |                    |                    |                    |

## 姉妹都市
- イギリス、ブリス・バレー（Blyth Valley）[7]
- 日本、鳥羽市
- フランス、アングレーム
- ギリシア、Kalyvia
- ドイツ、ヒルデスハイム